# Esercito dell'India
Bhāratīya Thalsēnā (Devanagari: भारतीय थलसेना) - Indian Army in inglese (abbreviato in IA), è l'esercito dell'India. È la componente con l'organico maggiore tra le forze armate indiane e ha il compito principale di condurre operazioni militari di terra. Secondo alcune fonti, sarebbe l'esercito più numeroso al mondo.
Costituito nel 1947 sulla base del British Indian Army, l'esercito indiano comprende circa 3.800.000 integranti di vario genere (1.300.000 titolari, 1.200.000 riserve e 1.300.000 paramilitari). È un servizio militare totalmente volontario, dato che il servizio di leva non è mai stato istituito in India. L'esercito ha una grande esperienza in diversi tipi di terreni, dato che l'India ha grandi differenze in questo aspetto sul suo territorio nazionale, e ha acquisito una discreta storia di utilizzo da parte delle Nazioni Unite nelle loro operazioni di pace.
La forza è comandata dal capo di stato maggiore, al momento il generale Vijay Kumar Singh. Il grado più alto nell'esercito indiano è maresciallo di campo, ma è un grado onorario e può concederlo solo il presidente dell'India e solamente in circostanze eccezionali. (Vedi maresciallo di campo (India)). I generali Sam Manekshaw e Kodandera Madappa Cariappa sono i soli due ufficiali che hanno raggiunto questo grado. Dato che il maresciallo di campo è un grado onorario, i marescialli di campo sono gli unici ufficiali che non si ritirano mai dalla carica.

## Ruolo

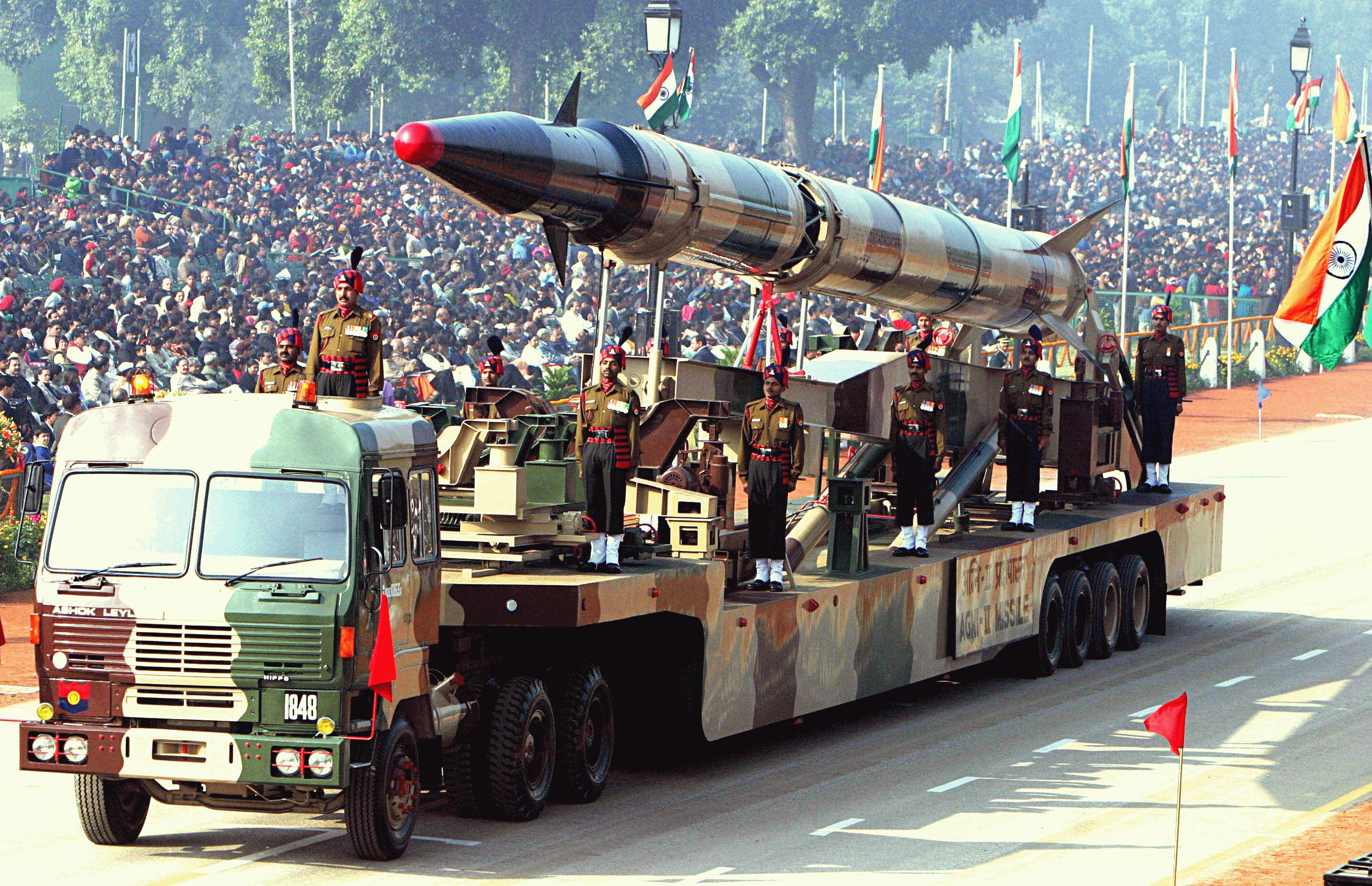
Agni-II (2004)

- Ruolo primario: preservare gl'interessi nazioni e salvaguardare la sovranità, l'integrità territoriale e l'unità dell'India contro ogni minaccia esterna, attraverso la deterrenza o la guerra.
- Ruolo secondario: assistere gli enti Governativi a risolvere i rispettivi conflitti di attribuzione e ogni altra minaccia interna e fornire aiuto all'autorità civile quando richiesta a tal fine[3].»

## Storia

### British Indian Army
L'Esercito dell'India Britannica fu ufficialmente costituito il 1º aprile 1895 come parte della forze armate britanniche.
Combatté sia nella prima che nella seconda guerra mondiale. In questo conflitto una unità militare formata nel settembre 1942 da nazionalisti indiani Azad Hind Fauj (Libero esercito indiano) operò invece a fianco dei giapponesi.
Non appena l'India ottenne l'Indipendenza, nel 1947, il British Indian Army fu diviso in due parti, per servire le nazioni, appena create, dell'Unione Indiana e della Repubblica Islamica del Pakistan. La maggioranza delle unità furono destinate all'India, le restanti al Pakistan. Alcune unità Gurkha furono mantenute nell'Esercito britannico.

### La prima guerra del Kashmir
Quasi immediatamente con l'Indipendenza, le tensioni fra l'India ed il Pakistan cominciarono a degenerare. Fu così che la prima di tre guerre totali fra le due Nazioni, prima ancora che i britannici lasciassero ufficialmente il paese, scoppiò in relazione alla principato del Kashmir. A seguito della riluttanza del Maharaja del Kashmir di accedere sia all'uno sia all'altro Stato, un impaziente Pakistan sponsorizzò l'idea di un'invasione tribale di parti del Kashmir. Stando alla lettura che l'India ne dà, fra questi erano compresi anche membri regolari dell'esercito pakistano. Poco più tardi, il Pakistan inviò le proprie truppe per annettere lo Stato.
Il Maharaja, Hari Singh, si appellò all'India ed a Lord Mountbatten -- il Governatore Generale --, chiedendo aiuto, ma gli fu risposto che l'India non vedeva alcuna ragione per intervenire. Fu così che il Maharaja firmò l'Atto di Accessione ed il Kashmir, unilateralmente, entrò a far parte dell'Unione Indiana (una decisione, successivamente, ratificata dalla Gran Bretagna, ma mai accettata dal Pakistan). Immediatamente dopo, le truppe indiane furono aviotrasportate a Srinagar e, in una famosa operazione, rintuzzarono gli invasori. Una guerra intensa fu combattuta da un capo all'altro del Paese e quelli che erano stati colleghi si ritrovarono a combattere su due fronti opposti.
Entrambi gli Stati riuscirono ad assicurarsi alcuni territori, ma subirono perdite significative. Una non facile pace, sponsorizzata dalle Nazioni Unite fece tornare alla pace i due contendenti per la fine del 1948, con i soldati indiani e Pakistani a fronteggiarsi direttamente sulla linea di controllo che, da allora, divide il Kashmir in due zone.

### Il conflitto con la Cina
Nel 1961 vi fu un intervento delle forze armate indiane che concluse il dominio portoghese nelle enclave nel Paese, con l'annessione indiana di Goa.
Vi fu quindi un breve ma intenso conflitto che vide contrapposta la Cina e l'India nell'ottobre del 1962 per il controllo della parte nord-occidentale del territorio indiano Aksai Chin e nord-orientale NEFA ("North East Frontier Agency") che vide la vittoria cinese.

### Conflitti con il Pakistan
Le tensioni fra l'India ed il Pakistan, soprattutto con riguardo al Kashmir, non sono mai state totalmente eliminate da allora. Scoppiò poi una guerra indo-pakistana del 1965.
Con la guerra indo-pakistana del 1971 l'esercito indiano, intervenne a sostegno dei guerriglieri indipendentisti bengalesi del Mukti Bahini. Per numero di soldati coinvolti e numero di vittime, il conflitto del 1971 fu il maggiore della serie di guerre combattute tra India e Pakistan dal momento della loro indipendenza.
Nel 1999 scoppiò un altro conflitto tra i due paesi, detto guerra del Kargil.

### Missioni all'estero
L'esercito indiano è stato il più grande contributore di truppe alle missioni di mantenimento della pace delle Nazioni Unite sin dal suo inizio. Finora, l'India ha preso parte a 43 missioni di mantenimento della pace, con un contributo totale di oltre 160.000 soldati e un numero significativo di personale di polizia dispiegato.

## Equipaggiamento
Carri
- Arjun
- T-90

Circa 1600 T-90 Bhishma in servizio, più 464 ordinati al novembre 2019.
veicoli corazzati combattimento fanteria (VCCF)
- Abhay

### Mezzi aerei
Sezione aggiornata annualmente in base al World Air Force di Flightglobal del corrente anno. Tale dossier non contempla UAV, aerei da trasporto VIP ed eventuali incidenti accorsi durante l'anno della sua pubblicazione. Modifiche giornaliere o mensili che potrebbero portare a discordanze nel tipo di modelli in servizio e nel loro numero rispetto a WAF, vengono apportate in base a siti specializzati, periodici mensili e bimestrali. Tali modifiche vengono apportate onde rendere quanto più aggiornata la tabella.
| Aeromobile                          | Origine     | Tipo                           | Versione (denominazione locale)   | In servizio (2024) | Note | Immagine |
| Elicotteri                          |             |                                |                                   |                    | |          |
| Boeing AH-64E Apache Guardian       | Stati Uniti | elicottero d'attacco           | AH-64E(I)                         | 3                  | 6 AH-64E(I) Apache Guardian ordinati a febbraio 2020. Primi tre esemplari consegnati il 22 luglio 2025. |          |
| HAL Prachand                        | India       | elicottero d'attacco           | Prachand Mk.1                     | 5                  | 5 LCH ordinati a marzo 2022. Il primo esemplare, ribattezzato Prachand Mk.1, è stato consegnato a fine settembre 2022. Ulteriori 90 esemplari ordinati il 28 marzo 2025.                                                                                             |          |
| HAL Dhruv                           | India       | elicottero utility             | Dhruv Mk-IDhruv Mk-IIIDhruv Mk.IV | 225                | 73 consegnati a partire dal 2002, ulteriori 40 esemplari ordinati nel 2017. Uno dei 191 esemplari in servizio a tutto il dicembre 2022, è stato perso in un incidente il 4 maggio 2023. L'acquisto di ulteriori 25 Dhruv è stato approvato agli inizi di marzo 2024. |          |
| Kamov Ka-226 Hoodlum                | Russia      | elicottero utility             | Ka-226T                           | 0                  | 135 esemplari ed in attesa di consegna. |          |
| Hal Chetak                          | Francia     | elicottero utility             | SA-316SA-319                      | 4                  | |          |
| Hal Cheetah                         | Francia     | elicottero utility             | SA-315                            | 42                 | |          |
| Aeromobili a pilotaggio remoto- UAV |             |                                |                                   |                    | |          |
| Elbit Hermes 900                    | Israele     | aeromobile a pilotaggio remoto | Hermes 900                        | 0                  | 2 Hermes 900 ordinati a novembre 2023. |          |
| IAI Heron                           | Israele     | aeromobile a pilotaggio remoto | Heron TP                          | 0                  | 4 Heron TP presi in leasing a gennaio 2021. |          |
| General Atomics MQ-9 SkyGuardian    | Stati Uniti | aeromobile a pilotaggio remoto | MQ-9B                             | 0                  | 8 MQ-9B SkyGuardian ordinati il 15 ottobre 2024. |          |